# Мозамбик
Мозамби́к (порт. Moçambique), официальное название — Респу́блика Мозамби́к (порт. República de Moçambique [ʁɛˈpublikɐ di musɐ̃ˈbiki]) — государство в Юго-Восточной Африке, бывшая португальская колония, независимое государство с 1975 года. Мозамбик расположен на побережье Индийского океана. Республика граничит с Танзанией на севере, Малави и Замбией — на северо-западе, Зимбабве — на западе, Эсватини и ЮАР — на юге.
Столица и крупнейший город — Мапуту. Государственный язык — португальский. Денежная единица — мозамбикский метикал.
Государство-участник Содружества Наций, Содружества португалоязычных стран и стран АКТ.

## Этимология
Топоним «Мозамбик» происходит от имени местного султана Мусы бен Бика, правившего на острове у северо-восточного побережья современной территории страны. В 1498 году на остров высадились португальцы и назвали остров по имени султана, впоследствии это название получило селение на острове, а затем оно распространилось на всю страну.

## География и природные условия

Рельеф Мозамбика

Территория Мозамбика простирается вдоль побережья Индийского океана примерно на 3000 км.
Длина береговой линии страны: 2470 км. Береговая линия на севере расчленена небольшими бухтами, берега невысокие, но скалистые. Южнее берега низкие, местами заболоченные. Имеются естественные гавани — Бейра, Мапуту, Накала, Пемба.
Северная часть страны занята равнинами Восточно-Африканского плоскогорья.
Самая высокая точка страны — гора Бинга (порт. Monte Binga) высотой 2436 м.
Климат на севере Мозамбика — субэкваториальный, муссонный, на юге — тропический, пассатный. Средние температуры января на Мозамбикской низменности от 26 °C до 30 °C, июля от 15 °C до 20 °C. На плоскогорье летние и зимние температуры ниже на 3—5 °C.

## История

### Доколониальный период
Изначально территорию Мозамбика населяли племена бушменов и готтентотов, занимавшихся охотой и собирательством. В V—IX веках пришли племена банту.
С VIII века в Восточную Африку стали проникать арабы, создавшие на побережье Индийского океана множество торговых факторий. Арабы вывозили золото, слоновую кость, шкуры животных.
К середине XV века в средней части нынешнего Мозамбика возникло раннефеодальное государство Мономотапа.
В 1498 году территорию Мозамбика посетила португальская экспедиция, направлявшаяся в Индию, под командованием Васко да Гамы. В начале XVI века португальцы начали осваивать побережье Восточной Африки. В 1505 году они построили форт в Софале, в 1508 году — крепость на острове Мозамбик, в 1530-х годах — форты Сена и Тете на берегу реки Замбези.
В 1558 году был основан форт Сан-Себастьян, где останавливались суда, идущие в Индию или из Индии, и отправлялись экспедиции в поисках золота. До 1572 года территорией Португальской Восточной Африки управлял губернатор Гоа.
В 1607 году правитель Мономотапы, в которой возникли сепаратистские тенденции местных вождей, подписал с португальцами договор об уступке им золотых и серебряных рудников в обмен на оружие и поддержку в борьбе с мятежными вассалами.

### Колониальный период
Основанные в XVI—XVII веках португальцами опорные пункты в Мозамбике служили им для развития торговли с Индией.
В 1752 году португальские владения в Восточной Африке были официально объявлены колонией Мозамбик.
К началу XX века Португалия уступила управление большими территориями своей колонии трём частным британским компаниям: Мозамбикской компании, Компании Замбези и Компании Ньяса. Эти компании построили железные дороги, связавшие Мозамбик с соседними колониями Великобритании, и обеспечивали поставки дешёвой рабочей силы на плантации и шахты стран региона.

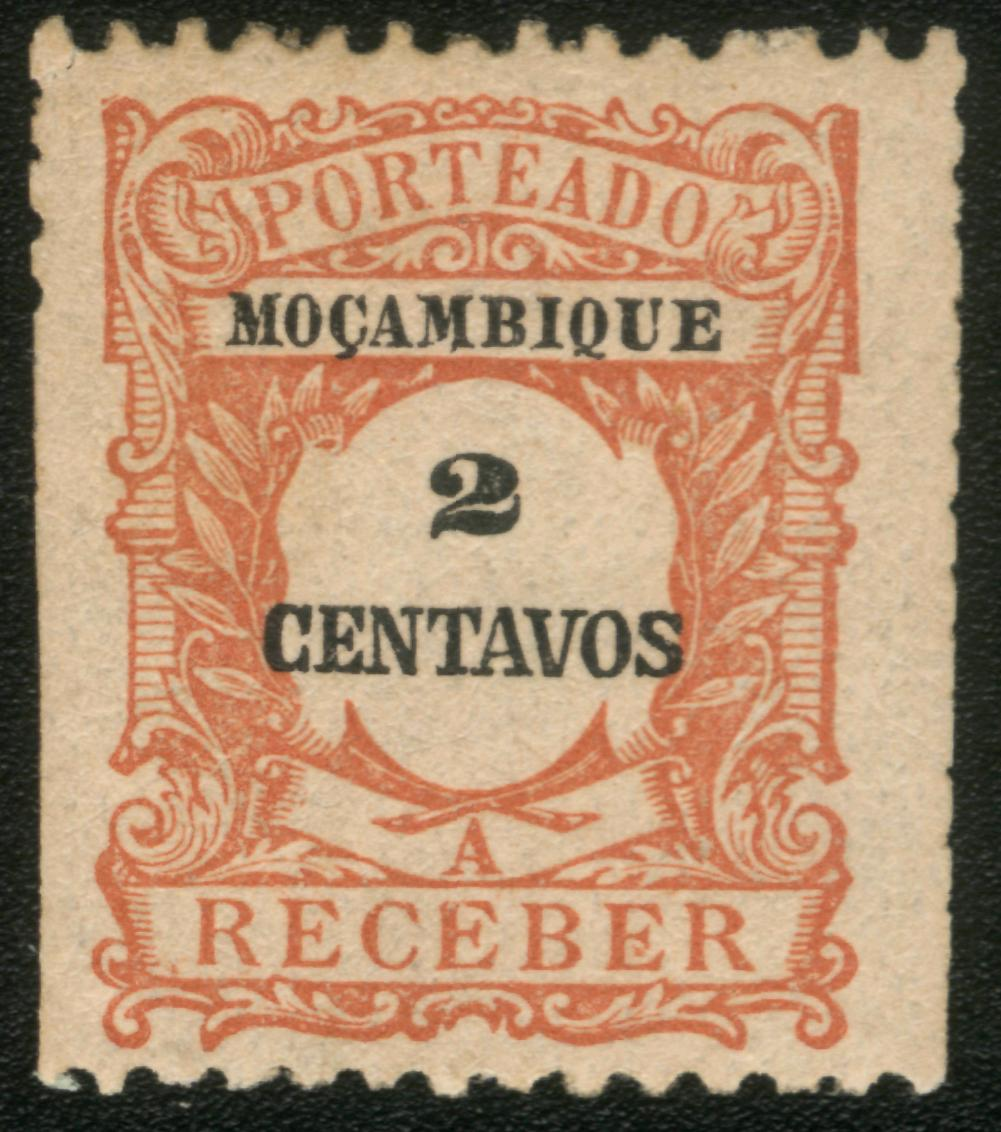
Португальская марка для колонии Мозамбик. 1930-е

После Второй мировой войны Португалия не последовала примеру других стран Европы и не стала предоставлять независимость своим колониям. Они были объявлены «заморскими территориями», в них продолжалась миграция из метрополии. В условиях деколонизации большинства стран континента и роста влияния национально-освободительных движений на международной арене, в португальских владениях начались процессы политической консолидации оппонентов режима. В 1962 году несколько антиколониальных политических групп объединились во Фронт освобождения Мозамбика (FRELIMO), который в сентябре 1964 года инициировал вооружённую борьбу против португальской колониальной власти. С самого начала фронт поддерживал тесные контакты с повстанческими группами Анголы (МПЛА) и Гвинеи-Бисау (ПАИГК).

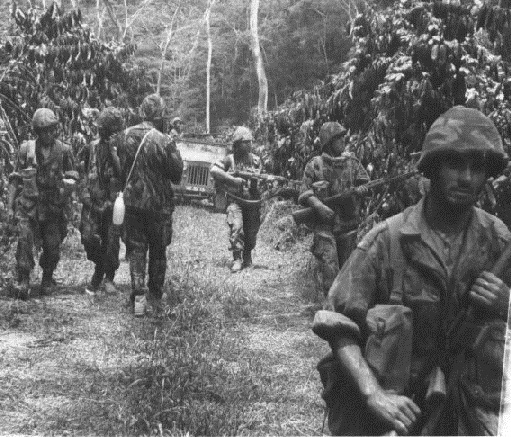
Португальские войска во время португальской колониальной войны

ФРЕЛИМО, опираясь на базы в Танзании и поддержку СССР, вёл активные боевые действия в северных регионах страны и был в состоянии проводить на подконтрольной территории партийные съезды, однако в целом военные специалисты оценивают итог противостояния к середине 1970-х годов как ничейный.

### Период независимости
После военного переворота в Португалии, известного как Революция гвоздик, Мозамбик получил независимость. Это произошло 25 июня 1975 года.
Марксистский ФРЕЛИМО во главе с первым президентом Мозамбика Саморой Машелом переименовал страну в Народную Республику Мозамбик, установил однопартийную систему с ориентацией на страны социалистического лагеря, распустил религиозные учебные заведения, демонтировал традиционную систему управления с опорой на вождей, ввёл плановую экономику, каковой процесс сопровождался крупной национализацией, плохо продуманной аграрной реформой и изгнанием всех португальских поселенцев, что лишило новую страну практически всего корпуса квалифицированных специалистов. Национальная служба народной безопасности во главе с генералом Жасинту Велозу (португальский военный лётчик, в 1963 году перешедший на сторону ФРЕЛИМО) осуществляла массовые политические репрессии (среди жертв которых оказались и бывшие видные деятели ФРЕЛИМО, в том числе первый вице-председатель Фронта Уриа Симанго).
При поддержке Южной Родезии и ЮАР в стране сформировалась вооружённая оппозиция режиму во главе с Андре Матсангаиссой, Орланду Криштиной и Афонсу Длакамой. Правое повстанческое движение получило название Мозамбикское национальное сопротивление (РЕНАМО). В своей идеологии РЕНАМО сочетало традиционные африканские ценности и прозападную ориентацию. В 1977 году началась гражданская война, которая сопровождалась значительными жертвами среди мирного населения, нанесением обширного ущерба инфраструктуре, миграцией большого количества беженцев.
16 марта 1984 года президент Самора Машел подписал договор о «ненападении и добрососедстве» с премьер-министром ЮАР Питером Ботой. «Договор Нкомати» предусматривал, кроме взаимного ненападения, непредоставление своей территории для подрывной деятельности против какой-либо из договаривающихся сторон сроком на 10 лет. Однако военные действия завершились только в 1992 году, когда новый президент Жоаким Чиссано декларировал отказ ФРЕЛИМО от марксизма-ленинизма и переход Мозамбика к многопартийной демократии.
После подписания мирного договора РЕНАМО стало легальной политической партией. Мозамбикская политическая жизнь основывается на противостоянии ФРЕЛИМО и РЕНАМО. Афонсу Длакама пять раз баллотировался в президенты, но неизменно проигрывал кандидатам ФРЕЛИМО — Жоакиму Чиссано, Арманду Гебузе, Филипе Ньюси. Однако РЕНАМО обладает крупной парламентской фракцией и сохраняет вооружённые формирования. ФРЕЛИМО и РЕНАМО опираются в значительной степени на различные региональные и этнические группы страны. После кончины Афонсу Длакамы в мае 2018 новым лидером РЕНАМО стал Осуфо Момад.
В 2017 году в провинции Кабу-Делгаду активизировался исламский террор, что привело к ряду вооружённых столкновений.
Несмотря на то, что количество мусульман в Мозамбике составляет менее 1/5 населения (около 17,9 %), в стране по состоянию на 2020 год разворачивается исламистское восстание, целью которого является превращение Мозамбика в исламское государство, управляемое согласно законам шариата.
Несмотря на отмеченные международным сообществом достижения в экономике, Мозамбик продолжает оставаться одной из беднейших стран мира.

## Политическое устройство

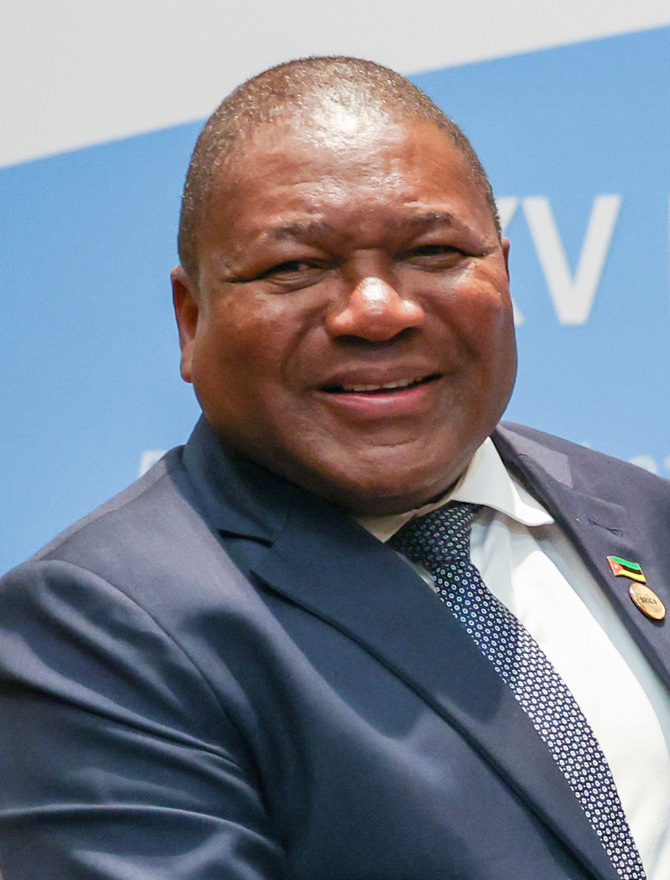
Бывший Президент Мозамбика Филипе Ньюси

Согласно Конституции, государственный строй Мозамбика — республика. Глава государства — президент, избираемый населением на 5-летний срок (возможен второй срок подряд).
Парламент — однопалатное Собрание Республики, 250 депутатов избираются населением на 5-летний срок.
Крупнейшие партии (по итогам выборов в октябре 2019):
- ФРЕЛИМО — 184 депутата
- РЕНАМО — 60 депутатов
- Демократическое движение — 6 депутатов.

## Вооружённые силы
В 2017 году оборонный бюджет составлял 5,97 млрд мозамбикских метикалов.
Вооружённые силы включают в себя:
- сухопутные войска,
- военно-воздушные силы (ВВС),
- военно-морские силы (ВМС).

По данным на 2018 год, 11 200 человек проходили службу в вооружённых силах Мозамбика.

## Административно-территориальное деление

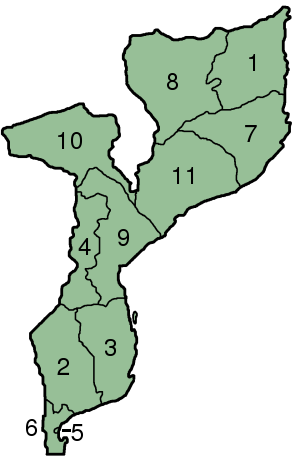
Карта Мозамбика с провинциями

Мозамбик состоит из 11 провинций, которые делятся на 128 округов.
| № на карте | Провинция          | Административный центр | Площадь, км² | Население, чел. (2017) | Плотность, чел./км² |
| ---------- | ------------------ | ---------------------- | ------------ | ---------------------- | ------------------- |
| 1          | Кабу-Делгаду       | Пемба                  | 82 625       | 2 320 261              | 28,08               |
| 2          | Газа               | Шаи-Шаи                | 75 709       | 1 422 460              | 18,79               |
| 3          | Иньямбане          | Иньямбане              | 68 615       | 1 488 676              | 21,7                |
| 4          | Маника             | Шимойо                 | 61 661       | 1 945 994              | 31,56               |
| 5          | Мапуту (город)     | Мапуту                 | 602          | 1 088 449              | 1808,05             |
| 6          | Мапуту (провинция) | Матола                 | 25 756       | 1 968 906              | 76,44               |
| 7          | Нампула            | Нампула                | 81 606       | 5 758 920              | 70,57               |
| 8          | Ньяса              | Лишинга                | 129 056      | 1 810 794              | 14,03               |
| 9          | Софала             | Бейра                  | 68 018       | 2 259 248              | 33,22               |
| 10         | Тете               | Тете                   | 100 724      | 2 648 941              | 26,3                |
| 11         | Замбезия           | Келимане               | 105 008      | 5 110 787              | 48,67               |
|            | Всего              |                        | 799 380      | 27 823 436             | 34,81               |

## Население

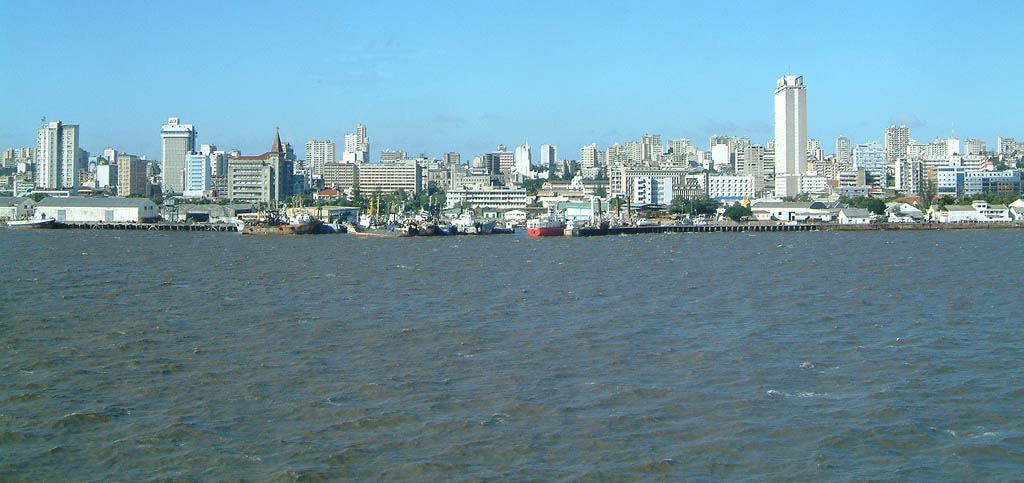
Панорама Мапуту, столицы и крупнейшего города Мозамбика

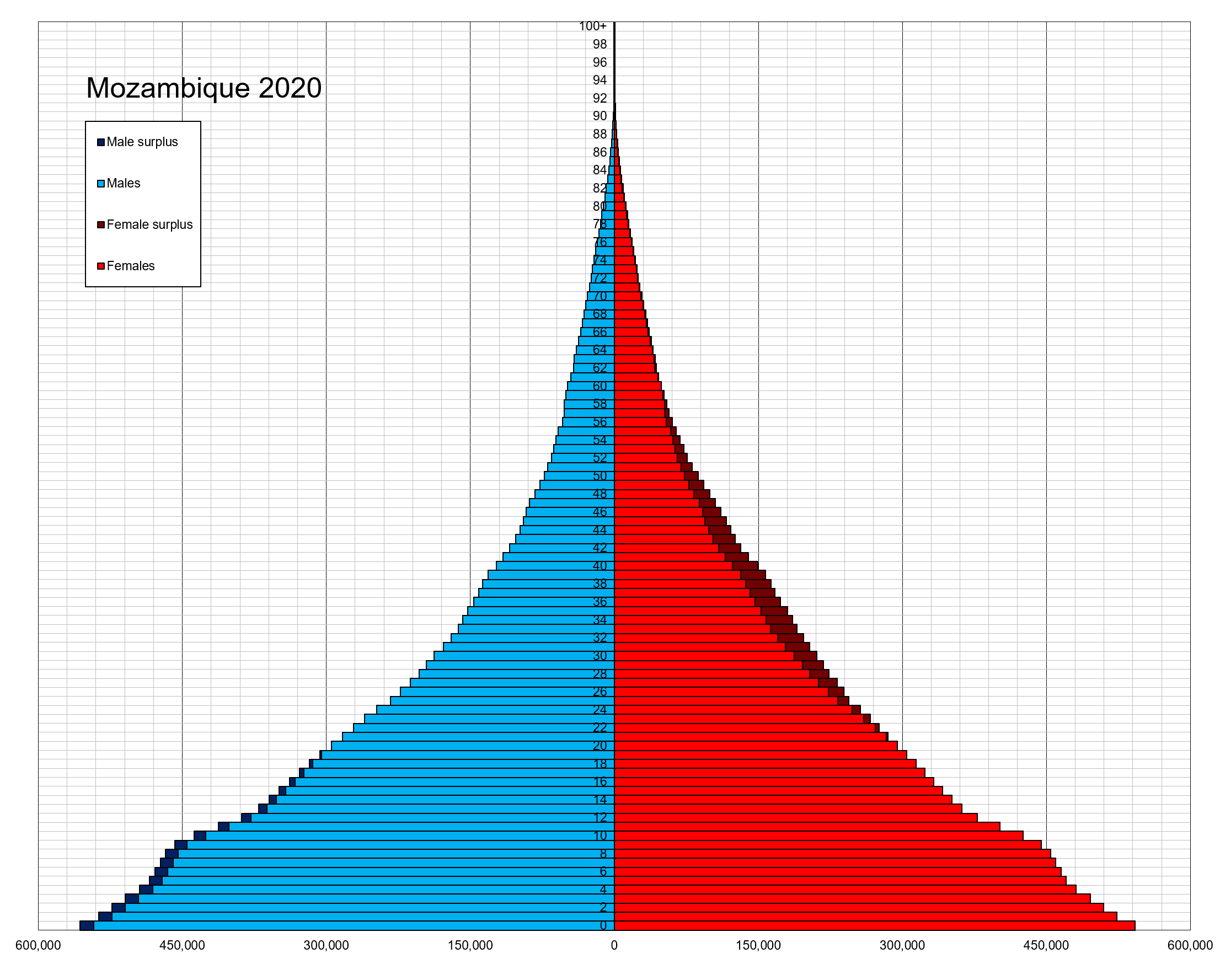
Возрастно-половая пирамида населения Мозамбика на 2020 год

Численность населения — 34 173 805 (оценка на 2023 год).
Годовой прирост — 2,56 % (18-е место в мире).
Фертильность — 5,27 рождений на женщину (12-е место в мире).
Младенческая смертность — 72,42 на 1000 (13-е место в мире).
Средняя продолжительность жизни — 51,85 года у мужчин, 53,37 лет у женщин, в среднем — 52,6 (214-е место в мире, оценка на 2014 год).
Заражённость вирусом иммунодефицита (ВИЧ) — 10,75 % (оценка на 2013 год, 8-е место в мире). 82 400 смертей от СПИДа в год, 4-е место в мире.
Городское население — 31,8 % (в 2015 году).
Этнический состав — коренные народы 99,66 % (макуа, тсонга, ломве, сена и проч.), мулаты 0,2 %, индийцы 0,08 %, европейцы 0,06 %.
Религии — католики — 28,4 %, мусульмане — 17,9 %, христиане-сионисты — 15,5 %, протестанты — 12,2 %, другие религии — 6,7 %, атеисты — 18,7 % (по переписи 2007 года).
Грамотность — 60,7 % (72,6 % мужчин и 50,3 % женщин) (2017 год).
Согласно последней всенародной переписи населения 2017 года, португальским языком владеет около 58,1 % населения, а для 16,5 % он является родным языком.

### Религия
Согласно переписи населения 1997 года, мозамбикцы причисляют себя к следующим конфессиям:
- нерелигиозны (возможно, многие в этой группе сохраняют традиционные верования) — 24,25 %;
- католики — 24,2 %;
- мусульмане — 17,8 %;
- христиане-некатолики (в основном протестанты) — 11,45 %; (Ассамблеи Бога, методисты, англикане, назаряне, адвентисты);
- синкретические культы (смесь различных религий, например, сочетающей в себе элементы христианства и традиционных африканских верований) — 18,7 %;
- прочие — 3,6 %.

В 1948 году была учреждена межрелигиозная организация Христианский совет Мозамбика, в который входит 24 церкви страны. Совет является членом Всемирного совета церквей и Содружества христианских советов Южной Африки.

### Города
По данным интернет-сайта World Gazeteer, в Мозамбике есть 34 города с численностью более 24 000 человек.
Крупнейшие города: Мапуту (столица) — 1,174 млн, Матола — 899 тыс. (2014 год), Бейра (412 588 чел.), Нампула (230 тыс. чел.), Иньямбане (150 тыс. чел.), Тете (100 тыс. чел.).
Главные порты: Бейра, Накала, Келимане.
Список городов:
| Города Мозамбика |                  |                     |           |           |           |
|                  | Название города  | Название города     | Население | Население | Население |
| Русское          | Португальское    | 1997                | 2007      | 2012      |           |
| 1                | Мапуту           | Maputo              | 989 386   | 1 099 102 | 1 149 666 |
| 2                | Матола           | Matola              | 440 927   | 675 422   | 817 008   |
| 3                | Нампула          | Nampula             | 314 965   | 477 900   | 575 587   |
| 4                | Бейра            | Beira               | 412 588   | 436 240   | 441 723   |
| 5                | Шимойо           | Chimoio             | 177 608   | 238 976   | 272 875   |
| 6                | Накала           | Nacala Porto        | 164 309   | 207 894   | 230 229   |
| 7                | Келимане         | Quelimane           | 153 187   | 192 876   | 212 519   |
| 8                | Тете             | Tete                | 104 832   | 152 909   | 181 806   |
| 9                | Лишинга          | Lichinga            | 89 043    | 142 253   | 176 451   |
| 10               | Пемба            | Pemba               | 88 149    | 141 316   | 174 517   |
| 11               | Гурве            | Gurué               | н/д       | н/д       | 127 953   |
| 12               | Шаи-Шаи          | Xai-Xai             | 103 251   | 116 343   | 121 687   |
| 13               | Куамба           | Cuamba              | 59 396    | н/д       | 110 474   |
| 14               | Машише           | Maxixe (Moçambique) | 97 173    | 105 895   | 108 919   |
| 15               | Ангоше           | Angoche             | 60 495    | н/д       | 90 486    |
| 16               | Монтепуэш        | Montepuez           | 58 594    | н/д       | 82 127    |
| 17               | Дондо            | Dondo (Moçambique)  | 63 757    | н/д       | 81 913    |
| 18               | Мокуба           | Mocuba              | 55 923    | н/д       | 73 283    |
| 19               | Иньямбане        | Inhambane (cidade)  | 54 157    | 63 837    | 68 138    |
| 20               | Мозамбик         | Ilha de Moçambique  | 44 031    | н/д       | 65 860    |
| 21               | Шокве            | Chókwè              | 51 635    | н/д       | 64 751    |
| 22               | Шибуту           | Chibuto             | 47 963    | н/д       | 60 146    |
| 23               | Моатизе          | Moatize             | н/д       | 39 073    | 47 830    |
| 24               | Намиалу          | Namialo             | н/д       | н/д       | 38 729    |
| 25               | Мутуали          | Mutuali             | н/д       | н/д       | 36 208    |
| 26               | Маника           | Manica              | 20 662    | н/д       | 35 302    |
| 27               | Гондола          | Gondola             | н/д       | н/д       | 33 979    |
| 28               | Мосимбоа-да-Прая | Mocímboa da Praia   | н/д       | н/д       | 32 158    |
| 29               | Катандика        | Catandica           | н/д       | н/д       | 31 793    |
| 30               | Манжаказе        | Manjacaze           | н/д       | н/д       | 27 973    |
| 31               | Улонгу           | Ulongué             | н/д       | н/д       | 27 697    |
| 32               | Монапо           | Monapo              | н/д       | н/д       | 26 256    |
| 33               | Виланкулуш       | Vilanculos          | н/д       | н/д       | 25 556    |
| 34               | Мачия            | Macia               | н/д       | н/д       | 25 361    |

## Экономика

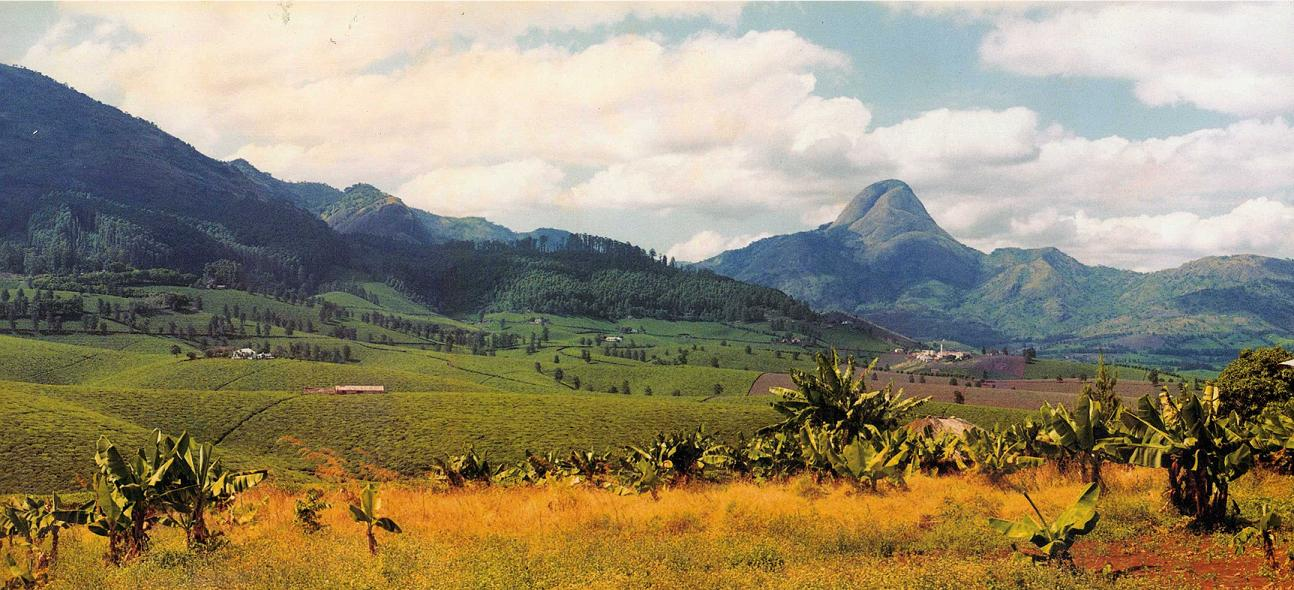
Гора Муррес (Murresse) и чайная плантация в провинции Замбези на севере Мозамбика

Природные ресурсы — уголь, титан, тантал, газ, гидроэнергия. Горная промышленность является лидером экономики.
В стране добывают уголь, самым крупным минеральным объектом в Мозамбике является угольный бассейн Moatize. Ведущим предприятием бассейна владеет компания Minas Moatize Limitada, являющаяся дочерней компанией фирмы Beacon Hill Resources. Рудник Minas Moatize на момент его приобретения головной фирмой добывал уголь подземным способом. Уголь здесь отличается высокой твёрдостью. Разработку топлива ведут бразильские и индийские инвесторы. Производство угля на предприятии Moatize должно к 2021 г. достигнуть 20 млн т. Расширение добычи позволит уменьшить себестоимость коксующегося угля до $56 за т в 2022 г. В 2016 году объём добычи оценивался в 4,2 млн т или 0,5 % от мирового объёма.
После получения независимости в 1975 году и гражданской войны, длившейся до 1992 года, Мозамбик стал одной из беднейших стран мира. Затем, благодаря иностранной помощи и установлению стабильного внутриполитического курса, начался экономический рост. Однако страна по-прежнему сильно зависит от иностранной помощи.
Мозамбик остаётся прежде всего аграрным государством — более 80 % работающих заняты в сельском хозяйстве. При этом 88 % плодородных земель страны остаются необработанными. Значительный ущерб стране наносят регулярные стихийные бедствия.
ВВП на душу населения по номиналу в 2016 году — около 400 долл. (181-е место в мире). Ниже уровня бедности — около 70 % населения.
Сельское хозяйство (81 % работающих, 24 % ВВП) — хлопок, кешью, сахарный тростник, чай, кассава (тапиока), кукуруза, кокосы, сизаль, цитрусовые и тропические фрукты, картофель, подсолнечник; разводится скот и птица.
Промышленность (6 % работающих, 30 % ВВП) — обработка сельхозпродукции, напитки, мыло, алюминий, текстиль, сигареты.

### Внешняя торговля
Экспорт: 6,58 млрд долл. (в 2017) — кокс и уголь (до 45 % от общей стоимости), алюминий — 14 %, нефтепродукты и природный газ — 9,5 %, табак — 4,7 %, кешью — 2,3 %, креветки, хлопок, сахар, цитрусовые, лесоматериалы.
Основные покупатели: Индия 35 %, ЮАР 14 %, Китай 7,5 %, Италия 6,6 % (в 2017).
Импорт: 5,99 млрд долл. (в 2017) — продукция машиностроения, транспортные средства, топливо, химическая продукция, продовольствие, текстиль.
Основные поставщики: ЮАР 36 %, Китай 11 %, Индия 9,1 %, Австралия 7,2 %, Нидерланды 7,1 % (в 2017).

## СМИ
Государственная радиокомпания RM (Rádio Moçambique — «Радио Мозамбик»), располагает радиостанцией Antena Nacional, запущенной в 1956 году, государственная телекомпания TVM (Televisão de Moçambique — «Телевидение Мозамбика»), располагает одноимённым телеканалом.